# Габон
Габон (фр. Gabon), или званично Габонска Република (фр. République Gabonaise) је држава у средњој Африци. На западу излази на Гвинејски залив, део Атлантског океана. Граничи на северозападу са Екваторијалном Гвинејом, на северу са Камеруном и на истоку и југу са Републиком Конго.
Након независности Габон је остао економски, културно и политички повезан са Француском. Значајне резерве нафте омогућиле су повећање националног богатства (земља је једна од десет најбогатијих у Африци), али углавном у корист урбане елите. Становници у унутрашњости још се увек баве пољопривредом.
Обиље нафтне и стране приватне инвестиције помогле су да Габон постане једна од најпросперитетнијих земаља у Подсахарској Африци, са 7. највишим  и четвртим највишим БДП по глави становника (ППП) (након Маурицијуса, Екваторијалне Гвинеје и Сејшела) у региону. БДП је растао за више од 6% годишње од 2010. до 2012. Међутим, због неједнакости у расподели дохотка, значајан део становништва остаје сиромашан.

## Географија
Габон се налази на атлантској обали централне Африке на екватору, између географских ширина 3 °C и 4°Ј, и дужина 8° и 15°И. Габон генерално има екваторијалну климу са широким системом прашума, на 89,3% његове копнене површине.
Постоје три различита подручја: обалске равнице (у распону између 20 и 300 км [10 и 190 миља] од обале океана), планине (Кристалне планине североисточно од Либервила, масив Шалу у центру) и савана на истоку. Обалске равнице чине велики део екорегиона атланских екваторијалних обалских шума Светског фонда за дивље животиње и садрже сегменте централноафричких мангрова, посебно на ушћу реке Муни на граници са Екваторијалном Гвинејом.

### Положај
Државе са којима се Габон граничи су: Камерун, Република Конго и Екваторијална Гвинеја. Површина државе износи 267.667 km².

### Воде
Најдужа река је Огове, дуга 1.200 километара. Протиче кроз 3 крашке области са мноштвом пећина.

### Флора и фауна
Габон је дом за 604 врсте птица, 98 врста водоземаца, између 95 и 160 врста рептила и 198 врста сисара. Ова земља је и дом за 27-64.000 шимпанза и 28-42.000 горила.
Такође је дом за више од пола популације афричких шумских слонова, којих је највише у Националном парку Минкебе.
Национални симбол Габона је црни пантер.
Флору Габона чини више од 10.000 врста биљака и 400 врста дрвећа. Кишна шума Габона сматра се за најгушћу у Африци.

## Историја
Најранији насељеници на подручју данашњег Габона били су Пигмеји. Њих су каснији заменила пламена Банту народа која су доселила у ово подручје. Први Европљани који су посетили подручје били су португалски трговци који су стигли у 15. веку. Подручје су назвали пор. gabão (реч значи плашт; капут са рукавима и капуљачом) којом су описивали облик естуара реке Комо. Обала је у 16. веку постала средиште трговине робљем за холандске, енглеске и француске трговце.
Амерички мисионари основали су мисију код Барака (данашњи Либрвил) 1842. године. Године 1849, Французи су заробили брод с робовима, те робове ослободили на обали реке Комо. Робови су основали насеље Либрвил - француски назив са слободни град.
Француски истраживачи почели су да истражују густу џунглу у унутрашњости Габона од 1862. до 1887. године. Најпознатији међу њима је био Саворњан де Брац. Французи су окупирали Габон 1885, али њиме нису управљали све до 1903. године. Габон је постао једно од четири подручја Француске Екваторске Африке 1910. догине, федерације које је опстала до 1959. године.
Дана 17. августа 1960. Габон је постао независна самостална држава. Први председник Габона, који је изабран 1961. године, био је Леон М'ба, док је Омар Бонго постао потпредседник. Француски интерес био је одлучујући у одабиру будућег водства Габона након стицања независности, те су финансијска средства француских дрвопрерађивачких предузећа финансирала политичку кампању председника. Након освајања власти, нови председник је забранио политичке демонстрације, штампу ставио под контролу, поступно искључивао остале странке, те јачао улогу председника. Након што је распустио парламент у јануару 1964. покушан је војни удар, како би се поновно успоставила парламентарна демократија. Унутар 24 сата од удара, у државу су слетели француски падобранци који су вратили Мба на власт.
Након неколико дана борби, опозициони лидери су затворени, упркос бројних протеста и немира. Падобранске снаге остале су у бази „Камп де Гол” у предграђу главног града. Када је Мба преминуо 1967. године, а заменио га је потпредседник Бонго. У марту 1968. Бонго је прогласио Габон једностраначком државом. Током 1990-их, економско незадовољство и жеља за политичком либерализацијом узроковали су протесте студената и штрајкове радника, који су довели до реформи у држави. Председник је започео низ преговора у привредним секторима, те поступно повећао плате радника. Одржана је и национална политичка конференција у којој је учествовала владајућа председникова странка, те још 74 политичке организације. На конференцији су се издвојиле две лабаве коалиције. Једна окупљена око владајуће странке, те једна опозициона. Договорено је оснивање националног Сената, децентрализација управе, слобода окупљања и штампе, укидање свих визних режима. Након конференције у септембру 1990. откривена су и спречена два покушаја државног удара. На изборима за сенат у септембру и октобру, првим вишестраначким изборима у држави након 30 година, већину мандата освојила је владајућа странка. У децембру 1993. Омар Бонго поновно је изабран за председника, што је довело до озбиљних немира. Вођени су преговори и споразум је потписан у Паризу у новембру 1994. године, према коме је део опозиционих лидера укључен у владу националног јединства. Договор је убрзо пропао. У локалним изборима 1997. поновно је велику победу однела владајућа странка, али у неколико већих градова победила је опозиција. Бонго је победио на председничким изборима 1998, те на следећим 2005. што му је био пети мандат. Дана 6. јуна 2009. Омар Бонго преминуо је од срчаног удара.
Након њега, 10. јуна 2009. прелазни председник је постала тадашња председница сената Роза Франсина Рогомбе. На изборима одржаним 30. августа 2009. учествовало је 18 кандидата, а победио је син Омара Бонгоа, председник највеће странке Али Бонго Ондимба, те је 16. новембра 2009. након тронедељног већања Уставног суда одржана инаугурација новог председника. Након проглашења победника дошло је до насилних протеста у граду Порт-Жантилу (другом по величини у држави), главном опозиционом средишту. Према службеним изворима у немирима су страдале четири особе, иако опозициони извори наводе да је погинуло више особа.
У јануару 2019. године дошло је до покушаја државног удара који су покренули војници против председника Али Бонга; пуч је на крају пропао.

## Политика
Габон је република с председничким обликом власти према Уставу из 1961. године (Устав је ревидиран 1975, изнова написан 1991, те поново ревидиран  2003. године). Председник се бира на општим изборима на мандат од седам година. Уставним амандманом из 2003. године уклоњена су ограничења о броју председничких мандата. Председник бира и разрешава председника владе, кабинет и судије независног Врховног суда. Председник такође има и друга моћна овлашћења, као што су овлашћење да распусти Народну скупштину, прогласи опсадно стање, одгоди законе и спроведе референдум.

## Становништво
Габон има једну од најмањих густина насељености у Африци и четврта је најразвијенија држава према ИХР у Подсахарској Африци.
Државу настањује најмање 40 етничких група, укључујући: Фанг, Миене, Пуну, Нзеби-Адума, Теке-Мбете, Мембе, Кота, Акеле. Пигмејски народи који настањују Габон су Бабонго и Бака, који једини у Габону не причају Банту језицима.
Француски је једини званични језик, који говори око 80% популације. Већина становника прича локалне језике. Према попису из 2013, 63,7% прича габонске језике, односно 86,3% у руралним и 60,5% у урбаним областима, што је међу најнижим процентима у Подсахарској Африци.
Према попису из 2013, 53,4% становништва су римокатолици, 25,7% припадају некој другој хришћанској деноминацији, 10,4% су муслимани, 3,2% анимисти, 6% практикује неку другу религију, док 1,4% није дало одговор.

### Највећи градови
|     | Град        | Становништво | Провинција     |
| --- | ----------- | ------------ | -------------- |
| 1.  | Либрвил     | 703.940      | Естуар         |
| 2.  | Порт-Жантил | 136.462      | Огове-Маритиме |
| 3.  | Франсвил    | 110.568      | Хаут-Огове     |
| 4.  | Овендо      | 79.300       | Естуар         |
| 5.  | Ојем        | 60.685       | Волју-Нтем     |
| 6.  | Моанда      | 59.154       | Хаут-Огове     |
| 7.  | Нтум        | 51.954       | Естуар         |
| 8.  | Ламбарене   | 38.775       | Мојен-Огове    |
| 9.  | Муила       | 36.061       | Нгуније        |
| 10. | Аканда      | 34.548       | Естуар         |

## Административна подела
Габон се дели на 9 провинција које се деле на 50 департмана. Провинције јабона су:
1. Естуар
2. Хаут-Огове
3. Мојен-Огове
4. Нгуније
5. Њанга
6. Огове-Ивиндо
7. Огове-Лоло
8. Огове-Маритиме
9. Волју-Нтем